# Nausithoe hagenbecki
Nausithoe hagenbecki is een schijfkwal uit de familie Nausithoidae. De kwal komt uit het geslacht Nausithoe. Nausithoe hagenbecki werd in 2001 voor het eerst wetenschappelijk beschreven door Jarms. 